# Dissidenten
Dissidenten é um banda de rock alemã, formada na cidade de Berlim, em 1981. Em um artigo de 1988 para o New York Times, o crítico musical Stephen Holden reconheceu a banda como uma das líderes do que ele denominou "o movimento do 'worldbeat' ... no qual os estilos étnicos são contemporâneos aos ritmos de dança eletrônica".

## Discografia
- Germanistan (1982)
- Germanistan Tour 83 (1983) - ao vivo
- Sahara Elektrik (1984)
- Life at the Pyramids (1985)
- Out of this World (1989)
- Live in New York (1991) - ao vivo
- The Jungle Book (1993)
- Instinctive Traveler (1997)
- Live in Europe (1999) - (ao vivo)
- Remix.ed - 2001: A Worldbeat Odyssey (2001) - remix
- Remix.ed 2.0 - A New World Odyssey (2003) - remix
- Tanger Sessions (2008) - com Jil Jilala
- How Long Is Now? (2013) - acústico ao vivo
- The Memory Of The Waters - Live At Brucknerfest  (2014)
- "We Don't Shoot! - Live (2017)
- Live Series - Zürich/Fabrik (12/1984) (2022)
- Live Series - Berlin/Fabrik - 10/1984 (2022)
- Live Series - Amsterdam/Melkweg - 04/1984 (2022)
- Live Series - Rome 05/1985 (2023)
- Live Series – Festival San Pedro de Alcantara 1982 (2023)
- Live Series - Göttingen 06/1987 (2024)
- Live Series - Bari 05/1987 (2024)
- Live Series - Barcelona 'Fiesta de la Mercè' 09/1986 (2025)